# Карраскоса-де-Абахо
Карраскоса-де-Абахо (ісп. Carrascosa de Abajo) — муніципалітет в Іспанії, у складі автономної спільноти Кастилія-і-Леон, у провінції Сорія. Населення — 28 осіб (2010).
Муніципалітет розташований на відстані близько 120 км на північний схід від Мадрида, 65 км на південний захід від Сорії.

## Демографія
Динаміка населення (INE ):